# Transports en Loir-et-Cher
Les transports dans le département français de Loir-et-Cher sont organisés perpendiculairement à l'axe de ce département. La vallée de la Loire, axe majeur abandonné pour le transport fluvial mais équipé d'une autoroute à 2x3 voies (A10) et d'une des lignes ferroviaires classiques les plus performantes de France (Paris-Orléans-Tours), dessert notamment la préfecture du département, Blois. Dans le nord du département, la vallée du Loir est un axe plus secondaire pour le transport routier et ferroviaire classique, mais la LGV Atlantique dessert Vendôme depuis 1990. Au sud du département, la vallée du Cher est un axe transversal important, tandis que les axes de communication reliant Paris au Massif central passent par Lamotte-Beuvron et Salbris. 
Si plusieurs autoroutes et voies ferrées relient donc le département à ses voisins, les déplacements à l'intérieur du département sont en reste : les trois chefs-lieux d'arrondissement (Blois, Vendôme et Romorantin-Lanthenay) ne sont reliés par aucune autoroute ni ligne ferroviaire.

## Transport routier

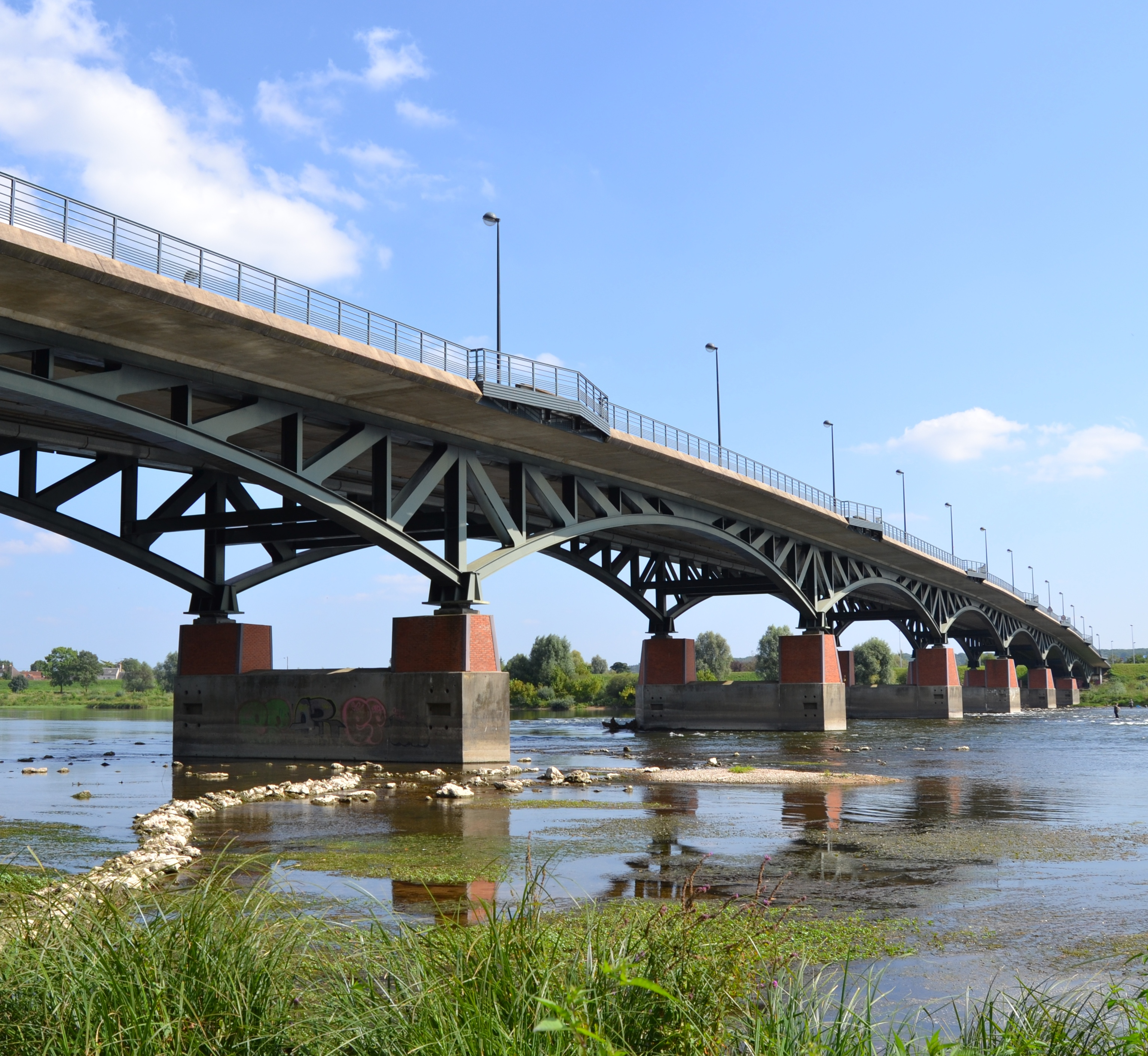
Le pont François-Mitterrand sur la RD 951 à Blois.

### Infrastructures routières
Le principal axe routier du département est l'autoroute A10, qui relie Blois à Orléans et Tours et au-delà, à Paris et Bordeaux. 
L'est et le sud du Loir-et-Cher sont traversés par les autoroutes A71 et A85, qui se rejoignent à proximité de Vierzon ; elles relient Romorantin-Lanthenay et Salbris à Orléans, Paris, Clermont-Ferrand et Limoges (via l'A20) pour la première, Tours pour la seconde. 
La route nationale 10 est le principal axe traversant Vendôme ; son doublement par une autoroute A110 Chartres–Tours a été envisagé mais est aujourd'hui abandonné. De toutes les anciennes routes nationales du département, la RN 10 est l'unique subsistante depuis le déclassement dans les années 1970 de nombreuses en routes départementales. Pour pallier le manque d'entretien de cette route par l'État, le département cherche actuellement à en prendre la responsabilité.

### Transport collectif de voyageurs
Le Loir-et-Cher est desservi par le réseau régional de transport routier Rémi (pour RÉseau de Mobilité Interurbaine), qui exploite une vingtaine de lignes dans le département.
Avant la reprise de la compétence par le conseil régional en 2017, le département de Loir-et-Cher organisait le réseau Route41.

## Transport ferroviaire

### Historique

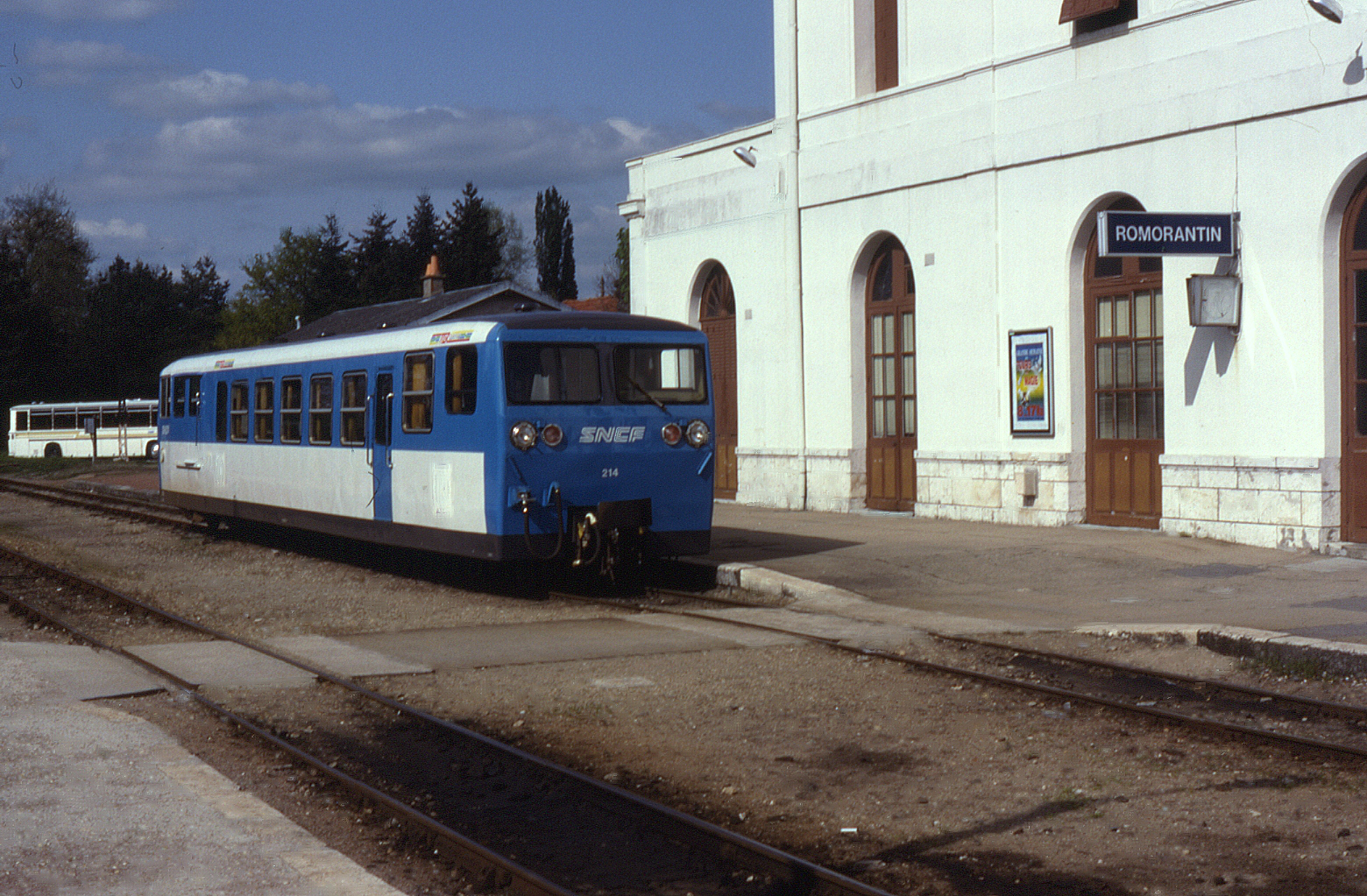
Le Blanc-Argent est l'une des seules lignes à voie métrique en France à conserver un trafic voyageurs jusqu'à nos jours ; ici un autorail en gare de Romorantin en 1992.

Le Loir-et-Cher a été desservi par deux des premières lignes de chemin de fer en France, la ligne d'Orléans à Tours (partie d'un axe de Paris à Bordeaux) ouverte en 1846 et la ligne d'Orléans à Vierzon (vers Limoges et Clermont-Ferrand) ouverte en 1847. Les différentes compagnies concessionnaires de ces lignes fusionnent rapidement au sein de la Compagnie du chemin de fer de Paris à Orléans (PO), et celle-ci développe le réseau d'intérêt général dans le département tout au long de la deuxième moitié du XIXe siècle. Seule l'extrémité nord-ouest du département est desservie par l'Administration des chemins de fer de l'État, dont le réseau est créé par l'assemblage des lignes de plusieurs petites compagnies défaillantes. 
En 1900, le chemin de fer d’intérêt général atteignait une grande partie des villes et bourgs du département, dont Blois, Cour-Cheverny, Contres, Lamotte-Beuvron, Mer, Mondoubleau, Montoire-sur-le-Loir, Montrichard, Mur-de-Sologne, Onzain, Romorantin-Lanthenay, Saint-Aignan, Salbris, Selles-sur-Cher et Vendôme. Par souci d'économie, certaines lignes d'intérêt général sont construites à l'écartement métrique, comme la ligne de Blois à Saint-Aignan-sur-Cher mise en service en 1899 et Le Blanc-Argent ouvert en 1901-1902.
Le Loir-et-Cher a également été desservi à partir de 1888 par le réseau de chemin de fer d’intérêt local de la Compagnie des tramways de Loir-et-Cher, complété à partir de 1913 par celui des Tramways électriques de Loir-et-Cher. Herbault, Ouzouer-le-Marché ou La Ville-aux-Clercs font partie des communes desservies ; Les Montils, Neung-sur-Beuvron et Oucques sont même des nœuds de ces réseaux de tramway. Ces deux réseaux, qui totalisaient à leur apogée près de 500 km de voies (dont quelques dizaines dans les départements voisins), disparaissent en 1933-1934.
Les sections de ligne d'Orléans à Vierzon et d'Orléans à Tours sont parmi les premières électrifiées en France, entre 1926 et 1933.
Le 24 octobre 1940, l'entrevue dans la gare de Montoire entre Philippe Pétain et Adolf Hitler lance la collaboration de la France de Vichy avec l'Allemagne nazie.
En 1990, la ligne de Paris-Austerlitz à Bordeaux-Saint-Jean, qui accueillait certains des trains les plus performants de France, est abandonnée par le trafic Grandes Lignes au profit de la nouvelle LGV Atlantique : la gare de Blois perd alors ses trains directs pour le sud-ouest au profit de la nouvelle gare TGV de Vendôme–Villiers-sur-Loir, qui n'est plus qu'à une quarantaine de minutes de Paris. 
|                                             |
| Le réseau ferroviaire à son apogée en 1930. |

|                                     |
| Le réseau ferroviaire de nos jours. |

|                                                    |
| Carte animée de l’évolution du réseau ferroviaire. |

### Situation actuelle

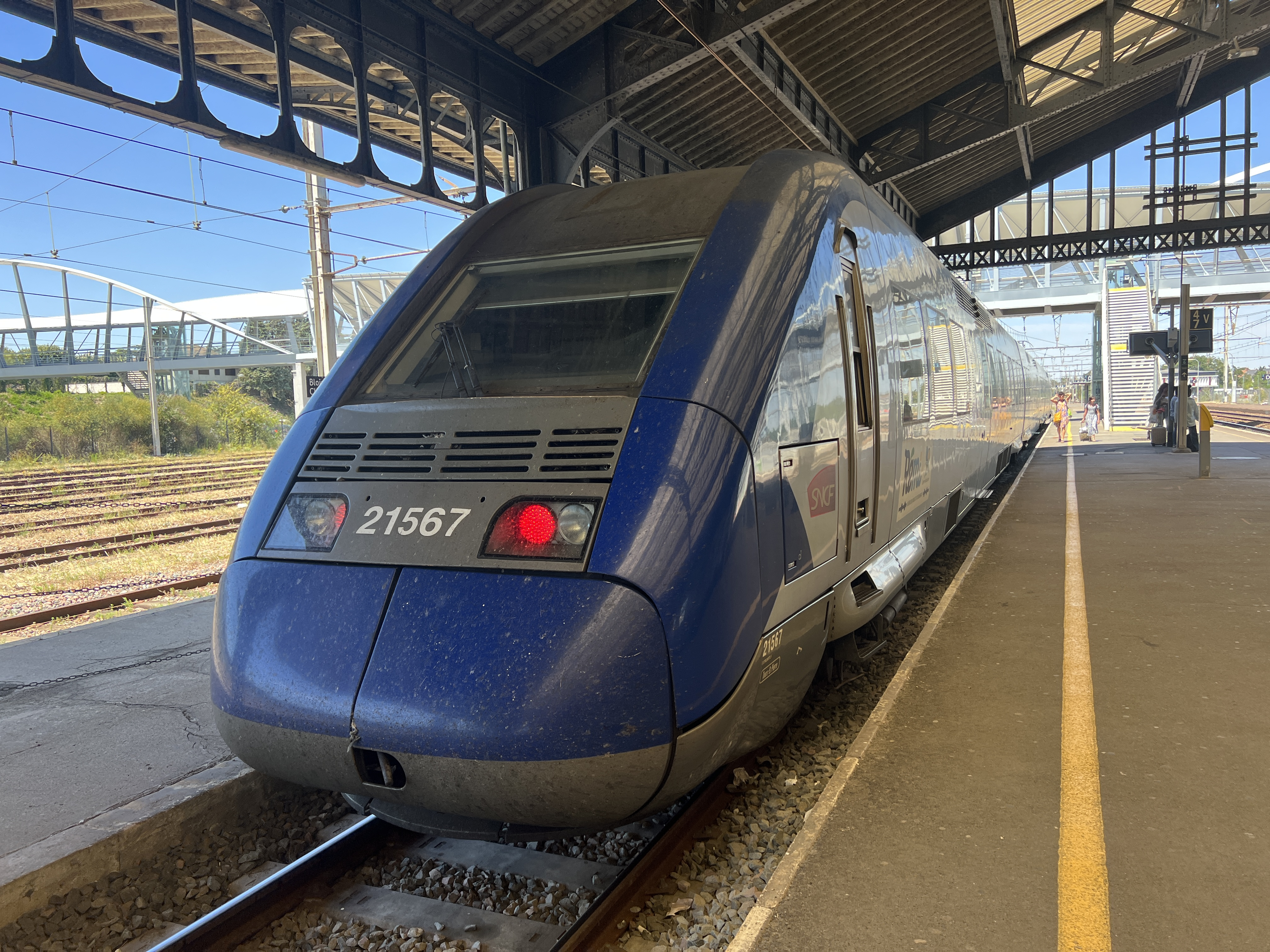
Une rame Z 21500 TER Centre-Val de Loire en gare de Blois–Chambord.

Les principales gares de voyageurs sont celles de Blois–Chambord et Vendôme–Villiers-sur-Loir, avec une fréquentation annuelle respective de 1 508 000 et 433 000 voyageurs en 2019.
Les quatre lignes ferroviaires principales de Loir-et-Cher sont la ligne de Paris-Austerlitz à Bordeaux-Saint-Jean, la ligne des Aubrais–Orléans à Montauban–Ville-Bourbon, la ligne de Vierzon à Saint-Pierre-des-Corps et la LGV Atlantique (ligne à grande vitesse). Si toutes ces lignes sont bien équipées (double voie, électrification), une part importante de leur trafic (sauf pour la première) traverse le département sans le desservir. 
Deux lignes plus secondaires complètent le tableau : la ligne de Brétigny à la Membrolle-sur-Choisille et la ligne de Salbris au Blanc (aujourd'hui limitée à Valençay et plus connue sous le nom de Blanc-Argent). Cette dernière est l'une des dernières lignes à voie métrique en France ; elle est exploitée par la Compagnie du Blanc-Argent (filiale de Keolis) selon des règles d'exploitation dérogatoires (certains arrêts sont facultatifs).

## Transport fluvial
La Loire, malgré une riche histoire de navigation fluviale, n'est aujourd'hui plus considérée comme navigable, bien que certaines petites embarcations puissent l'emprunter sur de courtes sections.
De la même manière, le canal de Berry est aujourd'hui déclassé et profitent désormais aux cyclistes.

## Transport aérien
Le département ne possède aucun aéroport. Les aérodromes de Blois–Le Breuil et Romorantin–Pruniers sont principalement destinés aux voyages d'affaires ou à la pratique d'activités de tourisme ou de loisirs.

## Transports en commun urbains et périurbains
Les communautés d'agglomération Agglopolys à Blois et Territoires Vendômois sont autorités organisatrices de la mobilité sur leur territoire et organisent des services de transport dans leur ressort territorial. 
Les deux communautés sont parcourues par un réseau de bus (respectivement Azalys et Move), qui dessert principalement le cœur des agglomérations. Toutefois, l'ouverture de lignes scolaires au trafic commercial, des accords de tarification avec le réseau Rémi (jusqu'en juillet 2023 pour Agglopolys) et un service de transport à la demande permettent la desserte d'un territoire élargi par ces deux réseaux. 
Blois était desservie par un réseau de cinq lignes de tramway de 1910 à 1933.

## Modes actifs
Le département est traversé par plusieurs voies vertes, véloroutes et sentiers de grande randonnée. La Loire à vélo, itinéraire cyclable longeant le fleuve, est particulièrement fréquentée.